# Labeo rohita
El rohu (Labeo rohita) es una especie de peces de la familia de los Cyprinidae en el orden de los Cypriniformes.

## Morfología
Los machos pueden llegar alcanzar los  200 cm de longitud total.

## Hábitat
Es un pez de agua dulce.

## Distribución geográfica
Se encuentra en Pakistán, India, Bangladés, Birmania, Nepal y Cuba